# Пожежники Чикаго
«Пожежники Чикаго» (англ. Chicago Fire) — американський драматичний телесеріал, прем'єра якого відбулася на телеканалі NBC 10 жовтня 2012 року. 8 листопада того самого року телеканал замовив повний сезон, який складається із 24 епізодів. Протягом 2012—2018 років були показані шість сезонів телешоу (136 епізодів).  
У травні 2013 року телеканал замовив спіноф шоу під назвою «Поліція Чикаго». У січні 2015 року був замовлений другий спін-офф — «Медики Чикаго».
На початку травня 2018 року було оголошено про продовження «Пожежників Чикаго» (та «Медиків Чикаго») на нові сезони, сьомий сезон телесеріалу розпочався 26 вересня 2018 року. 10 квітня 2023 року телесеріал було продовжено на дванадцятий сезон. Прем'єра дванадцятого сезону відбулася 17 січня 2024 року. У вересні 2024 року вийшов 13 сезон, та закінчився 21 травня 2025.

## Сюжет
Серіал розповідає про найважчу і небезпечну роботу — пожежників, рятувальників і парамедиків пожежної частини № 51 в Чикаго. Попри повсякденні геройства чоловіків і жінок, їхня величезна самовіддача призводить до особистих втрат. Головний герой лейтенант Метью Кейсі — природжений лідер і справжній пожежник. Однак розрив з коханою жінкою змушує його поглянути по-новому на багато речей. Крім цього, після загибелі друга і колеги Ендрю Дардена, Кейсі постійно перебуває в конфронтації з іншим членом команди — рятувальником, лейтенантом Келлі Северайдом. Вони звинувачують один одного в смерті Дардена. Але згодом вони миряться з втратою друга.
На місце загиблого Дардена приходить новачок Пітер Міллс, який йде по стопах батька, попри заперечення матері. Поряд з іншими, під керівництвом шефа Воллеса Бодена, також працюють два парамедики: Габріела Доусон і Леслі Шей. Кожну зміну команда стикається з питанням життя і смерті, часом їм доводиться приймати складні рішення, чекаючи допомоги та підтримки від колег і друзів, що б не трапилося.

## У ролях

### Головні персонажі
- Лейтенант Метью Кейсі (Джессі Спенсер) — лідер групи пожежників, машина 81. Команда поважає його за суто діловий підхід до роботи. Стриманий, привітний, відповідальний, уважний до колег. Був заручений з доктором Хейллі Томас. На початку сезону у них труднощі у відносинах. До кінця першого сезону Хейллі Томас помирає через інцидент з нелегальним обігом лікарських препаратів, і увагу Кейсі приваблює Габріела Доусон, якої, в кінці другого сезону, він робить пропозицію вийти за нього заміж. Його також обтяжує мати, яка розбила сім'ю 15 років тому після вбивства батька.
- Лейтенант Келлі Северайд (Тейлор Кінні) — лідер групи рятувальників, машина 3. Келлі більш харизматичний і запальний, ніж Кейсі. Він страждає від ушкодження хребців шиї, що ставить під загрозу його кар'єру, але попри це, продовжує працювати, відчуваючи сильні болі в руці, у зв'язку з цим починає приймати сильні знеболювальні наркотичної дії. Живе з сусідкою по квартирі Леслі Шей.
- Новачок-кандидат Пітер Міллс (Чарлі Барнетт) — пожежник, машина 81; пізніше машина 3 та машина швидкої допомоги 61. Слідуючи по стопах батька, Пітер сподівається в один прекрасний день стати повноцінним членом команди. У нього є сестра і мати, які керують сімейним рестораном після смерті батька. Він таємно зустрічається з Габбі Доусон, але пізніше розлучається з нею. Одного разу на виклику він бачить останки дівчинки, яка потрапила під потяг, і це позначається на його психічному стані. Він замикається в собі і йде з роботи. Повернутися йому допомагає лейтенант Кейсі. Зазвичай Міллс готує їжу для команди. Але після переведення його в групу рятувальників на чолі з Келлі Северайдом поступово зменшує свої кулінарні прагнення.
- Парамедик Габріела Доусон (Моніка Реймунд) — машина швидкої допомоги 61, потім машина 81. Рішуча, запальна, наполеглива. Отримала кілька доган через поспішні рішення, у зв'язку з цим була усунена на три зміни. Вона закохана в емоційно недоступного Кейсі, але деякий час зустрічається з Міллсом, відносини з яким не увінчалися успіхом. Намагається стати пожежником, і їй це вдається після проходження тесту на пожежного вдруге. В кінці другого сезону отримала пропозицію Метью Кейсі вийти за нього заміж. Дуже тісно дружить з Леслі Шей.
- Парамедик Леслі Елізабет Шей (Лорен Джерман) — машина швидкої допомоги 61. Урівноважена, розсудлива, надійна. Вона сусідка по квартирі Келлі Северайда і його найкращий друг. Леслі відкрита лесбійка, у неї заплутані стосунки з екс-коханкою, яка нещодавно вийшла заміж і чекає дитину. Леслі лояльна до друзів, особливо до Келлі, через якого вона кілька разів ризикувала роботою. У другому сезоні дізнається, що на її ім'я був залишений будинок, власник якого був закоханий в Шей і який вчинив самогубство пострілом в голову у неї на очах під час виклику. Отримані кошти від продажу будинку були передані бару «У Моллі». Загинула при виконанні.
- Шеф Воллес Боуден (Імонн Волкер) — ветеран пожежної служби. Шеф Боуден заслужив непохитну відданість і повагу пожежників. Після нещасного випадку, на його спині залишилися страшні шрами від опіків. Шефа Боудена намагалася зняти з посади Гейл МакЛеод, яка пережила особисту неприязнь до нього. В кінці другого сезону він робить пропозицію й одружується з Даною.
- Пожежник Крістофер Геррманн (Девід Ейденберг) — машина 81. Одружений, має п'ятьох дітей. Турбуючись про сім'ю намагається швидко розбагатіти, користуючись сумнівними схемами, через що його фінансове становище стає більш хитким. Однак ситуація змінюється після вкладення разом з Отіс і Габріелою у відкриття бару «У Моллі», який був викуплений після пожежі. Хоча запуск нового бару був досить успішним, стан справ змінюється, коли на іншій вулиці відкривається новий спортивний бар. У другому сезоні з'ясовується, що бар знаходиться у власності банку. У пошуках додаткових коштів він пропонує угоду Леслі Шей, щоб та вклала кошти від проданого будинку, який їй залишився від пацієнта, який скоїв самогубство у неї на очах під час виклику. В кінці першого сезону він у складі пожежної бригади виїжджає на виклик у в'язницю, де стає заручником. Однак після добре спланованого плану та швидкого реагування на ситуацію, йому вдається уникнути важких наслідків. У цей же день він стає батьком своєї п'ятої дитини.
- Доктор Хейллі Томас (Тері Рівз) — колишня наречена Метью Кейсі, доктор при госпіталі Лейкшор. До кінця першого сезону після того, як у неї й Метью Кейсі відновилися відносини, її клініка, де вона працювала, була підпалена. Вона терміново була доставлена машиною швидкої допомоги 61 в госпіталь Лейкшор, але лікарі констатували її смерть.

### Другорядні персонажі
- Пожежник Браян «Отіс» Звонечек (Юрій Сардаров) — машина 81. Отіс був новачком-кандидатом до приходу Пітера Міллса. Він прагне до просування по службі, але його часто ігнорують і він відчуває себе недооціненим. Це також спровокувало його на переведення до іншого відділення, але він все ж таки вирішує залишитися. У Отіса є свій подкаст на iTunes, де він розповідає про життя пожежників.
- Пожежник Ренді «Мауч» Макхолланд (Крістіан Столт) — машина 81. Він отримав своє прізвисько через те, що майже завжди дивиться телевізор, коли немає викликів («наполовину людина, наполовину диван»). Мауч виступає як представник профспілки для членів команди, коли вони стикаються з дисциплінарними стягненнями.
- Пожежник Джо Круз (Джо Мінозо) — водій машини 81. Круз хороший пожежник, але має проблеми з молодшим братом, які пов'язані з вуличними бандами.
- Кларісса Карфаген (Ширі Епплбі) — вагітна екс-подруга Леслі Шей.
- Детектив Антоніо Доусон (Джон Седа) — брат Габріели Доусон. Він намагається допомогти Кейсі, коли той стикається з «брудним» поліціянтом Хенком Войтом. Служить у відділі по боротьбі з наркотиками. Під час роботи під прикриттям починає вживати наркотики, і ледь не гине. Переводиться у відділ розслідувань.
- Ненсі Кейсі (Кетлін Квінлан) — мати Метью Кейсі, потрапила у в'язницю за вбивство чоловіка 15 років тому. Пізніше була звільнена після того, як Метью вперше дав позитивний відгук під час чергового слухання про можливості умовно-дострокового звільнення від покарання.
- Детектив Хенк Войт (Джейсон Бех) — «брудний поліціянт», який конфліктує з Меттом. Його син, під час водіння напідпитку, збиває машину, в якій постраждав підліток, який був паралізований після інциденту. Войт вдається до різних видів тиску на Кейсі, лише б він не давав свідчень проти його сина. Однак був поміщений у в'язницю за спробу замовити вбивство Метью Кейсі. Пізніше був виправданий і відновлений на службі. Стає начальником Антоніо, очоливши Розвідувальний підрозділ Департаменту поліції Чикаго. В кінці першого сезону (епізод 23) з'ясовується: статус «брудного копа» є всього лише прикриттям. Він також допомагає в розслідуванні вбивства Холлі Томас, нареченої Метью Кейсі, і під час погоні вбиває її вбивцю, в той час, як останній тримає Кейсі в заручниках.
- Рятувальник Хосе Варгас (Метт Галліні) — машина 3, нещодавно був переведений з пожежників у рятувальники. Він залишає службу після того, як обпік легені під час пожежі на складі. Отримав інвалідність. Намагався вчинити самогубство, зістрибнувши з даху будинку, але Северайд і Кейсі відрадили його від цього.
- Бенні Северайд (Тріт Вільямс) — батько Келлі Северайда, колишній пожежник. Під час невдалої процедури закриття пожежної станції 51 він був висунутий Гейл МакЛеод як наступний шеф цієї станції після звільнення шефа Боудена.
- Гейл МакЛеод (Мішель Форбс) — фінансовий консультант, яка була найнята Штатом для пошуку шляхів скорочення витрат і зменшення бюджету Пожежного Департаменту Чикаго. Вона відчуває неприязнь до шефа Боудену і була націлена на закриття станції 51. Але пізніше після ознайомлення і підписання наказу відмовляється від своєї ідеї.
- Мелісса Понціо (Донни Робінс-Боден) –  шкільна вчителька, в яку закохується шеф Боден і зрештою одружується. Вона є матір'ю його сина Терранса.

## Список епізодів
| Сезон | Сезон | Епізоди | Перший показ      | Перший показ   | Рейтинг Нільсена | Рейтинг Нільсена |
| Сезон | Сезон | Епізоди | Прем'єра          | Фінал          | Рейтинг          | Глядачі США, млн |
| ----- | ----- | ------- | ----------------- | -------------- | ---------------- | ---------------- |
|       | 1     | 24      | 10 жовтня 2012    | 22 травня 2013 | 51               | 7,78             |
|       | 2     | 22      | 24 вересня 2013   | 13 травня 2014 | 31               | 9,70             |
|       | 3     | 23      | 23 вересня 2014   | 12 травня 2015 | 47               | 9,65             |
|       | 4     | 23      | 13 жовтня 2015    | 17 травня 2016 | 31               | 10,47            |
|       | 5     | 22      | 11 жовтня 2016    | 16 травня 2017 | 26               | 9,92             |
|       | 6     | 23      | 28 вересня 2017   | 10 травня 2018 | 29               | 9,67             |
|       | 7     | 22      | 26 вересня 2018   | 22 травня 2019 | 14               | 11,70            |
|       | 8     | 20      | 25 вересня 2019   | 15 квітня 2020 | 8                | 11, 70           |
|       | 9     | 16      | 11 листопада 2020 | 26 травня 2021 |                  |                  |